# Єрмиш (річка)
Єрмиш рос. Ермишь - річка в Рязанській та Нижньогородській областях Росії, права притока Мокши (басейн Волги). Гирло річки знаходиться за 121 км по правому березі. Довжина річки становить 85 км, площа водозбірного басейну - 1070 км.
На річці розташоване селище міського типу Єрмиш - центр Єрмишинського району Рязанської області.
Початок річки в лісовому масиві в окрузі Викса (колишній Виксунський район Нижньогородської області) поблизу кордону з Рязанської областю за 35 км на південний схід від центру Викса. У верхів'ях тече на захід, незабаром після витоку перетікає в Рязанську область і повертає на південь. У Рязанській області тече по території Єрмишинського району і Кадомського району (пониззя). Найбільший населений пункт на річці - селище міського типу Єрмиш. У селищі на річці в XVIII столітті для потреб чавуно-ливарного виробництва була побудована гребля, що утворила невелике водосховище, відоме як Єрмишинський ставок. У 1974 році він отримав статус пам'ятника природи федерального значення .
Інші великі населені пункти на річці - села Спасько-Раменьє, Надежка, Іванково (Єрмишинський район); Єнкаєво і Четово (Кодимський район).